# Zamarada delta
Zamarada delta är en fjärilsart som beskrevs av Fletcher 1974. Zamarada delta ingår i släktet Zamarada och familjen mätare. Inga underarter finns listade i Catalogue of Life.